# ひらがなタイムズ
ひらがなタイムズ (Hiragana Times)は、日本語と日本文化を学ぶ月刊誌およびアプリである。すべての記事が日本語と英語で併記され、漢字には振り仮名も振られているため、語学の勉強にも活用されている。1986年の創刊号は、ひらがなのみで書かれたタブロイド紙であった。その後、読者の要望を取り入れ、通常の日本語と英語のバイリンガル表記となった。現在では、漢字の下に振り仮名や外来語の元の英単語を表記し、さらに独自の「グローバルローマ字（Glomaji）」が振られる編集が施されている。「ありのままの日本を世界に発信する」ことをコンセプトに、日本語・日本文化学習マガジンとしての役割を果たしている。NTTが主催する全国タウン誌フェスティバルでは、大賞を2度、企画賞を1度受賞している。

## 雑誌情報
- 定価: 880円
- 販売・発送先: 全世界
- 雑誌名コード: 7148

## 概要
- 国立国会図書館サーチ